# Walsh megye
Walsh megye az Amerikai Egyesült Államokban, azon belül Észak-Dakota államban található. Megyeszékhelye és legnagyobb városa Grafton. Lakosainak száma 10 563 fő (2020. április 1.). Walsh megye Pembina, Marshall, Grand Forks, Nelson, Ramsey és Cavalier megyékkel határos.

## Népesség
A megye népességének változása:
| Lakosok száma | 11 092 | 11 044 | 11 075 | 11 104 | 10 897 | 10 563 |
|               | 2010   | 2011   | 2012   | 2013   | 2015   | 2020   |